# Fernando Monteiro de Albuquerque
Fernando Monteiro de Albuquerque, mais conhecido como Fernando Monteiro, é um empresário e político brasileiro, do estado de Pernambuco, filiado ao Republicanos
Foi eleito suplente de deputado federal em 2014, para a 55.ª legislatura (2015-2019), pelo Partido Progressista, substituindo Felipe Carreras, que assumiu a Secretaria de Turismo, Esporte e Lazer.
Votou a favor da PEC do Teto dos Gastos Públicos.  Em abril de 2017 foi favorável à Reforma Trabalhista. Em agosto de 2017 votou contra o processo em que se pedia abertura de investigação do então presidente Michel Temer, ajudando a arquivar a denúncia do Ministério Público Federal.
Atualmente é Deputado Federal de Pernambuco, após ser reeleito nas Eleições de 2022 para o mandato 2023-2026.